# Emilio Palomo Aguado
Emilio Palomo Aguado fou un escriptor i polític espanyol nascut a Santa Cruz de la Zarza (província de Toledo) en 1898. Després de passar per Mèxic va viure exiliat a Cuba però la va abandonar en triomfar la Revolució de Fidel Castro (1959). Va morir a Miami (Florida) en 1964.

## Biografia
Va ocupar diferents càrrecs públics durant la Segona República, arribant a Ministre de Comunicacions. Succeiria Eduardo Ortega y Gasset com a governador civil de Madrid el juny de 1931.
Tancat en la Presó Model de Madrid, amb el Comitè Nacional Revolucionari a conseqüència de la fallida insurrecció de Jaca, va compartir presó amb part del Comitè Revolucionari republicà, format per Lucio Garzón Baz, Ángel García, Justo Aedo, Jesús del Río, Ángel Galarza, Luis Hernández Alfonso, Antonio Sánchez Fuster, Carlos Castillo, Niceto Alcalá-Zamora, Largo Caballero, Fernando Brisuel, Fernando de los Ríos Urruti, Miguel Maura i Santiago Casares Quiroga.
El mateix any del seu ingrés a la Presó Model de Madrid havia publicat a l'editorial Morata l'obra titulada Dos ensayos de revolución. ¿España en marcha?. També escriví sobre la qüestió agrària a la revista Cuadernos de Cultura, concretament "Uso y abuso de la tierra" el 1930.
Fou elegit diputat per Toledo a les eleccions generals espanyoles de 1931 com a independent a les files del Partit Republicà Radical Socialista. Dins les files d'aquest partit va ocupar algunes sotssecretaries i va arribar al càrrec de Ministre de Comunicacions en el VI Govern de la República, presidit per Diego Martínez Barrio (del 8 d'octubre de 1933 al 16 de desembre de 1933). Durant la seva estada en aquest ministeri va ocupar la presidència de la Comissió d'Estudi del Túnel Hispanoafricà Submarí sota l'Estret de Gibraltar (CETHASEG) Militant ja a Izquierda Republicana fou reelegit diputat per Toledo a les eleccions generals espanyoles de 1936.
Fou President del Tribunal de Comptes des del 25 de juny de 1936 fins al 29 de març de 1940. Succeí Jaime Dominguez Barbero, que havia estat President interí (sense nomenament) des del cessament de Pedro Gómez Chaix el 22 d'agost de 1933.
Exiliat a Mèxic, va ser membre de la Delegació mexicana de la Junta d'Auxili als Republicans Espanyols (JARE) que presidia Indalecio Prieto i de la que cessà el gener de 1940 després de descobrir-se la sustracció de joies dels "bultos" del iot Vita.
El 1942 publica l'obra En pecado mortal a la impremta "La Verónica" que Manuel Altolaguirre fundà en el seu exili a Cuba.
Hi ha constància de la seva pertinença com a maçó al Gran Orient Espanyol a començaments de la II República, participant activament com a gran orador.